# Gandares
Els gandares (en llatí gandarai) fou un poble ari que ocupava una regió equivalent a la part sud-occidental de l'Afganistan. La regió fou anomenada Gandhara, com s'anomena al Mahabharata. Estrabó situa la regió a l'oest de l'Indus; Claudi Ptolemeu la situa més a l'est, prop de Caixmir (Caspatyros) el que es conforme al que indiquen Hecateos i Esteve de Bizanci que anomena a la ciutat principal Gandarikê Skuthôn aktê. Heròdot anomena al poble com a Gandaris (llatí: Gandarii) i el situa a la VII satrapia de Darios juntament amb els aparites (aparytae), dadices (dadicae) i sattagides (sattagydae), i portaven el mateix armament i vestimenta que els bactrians.